# Ulmus minor

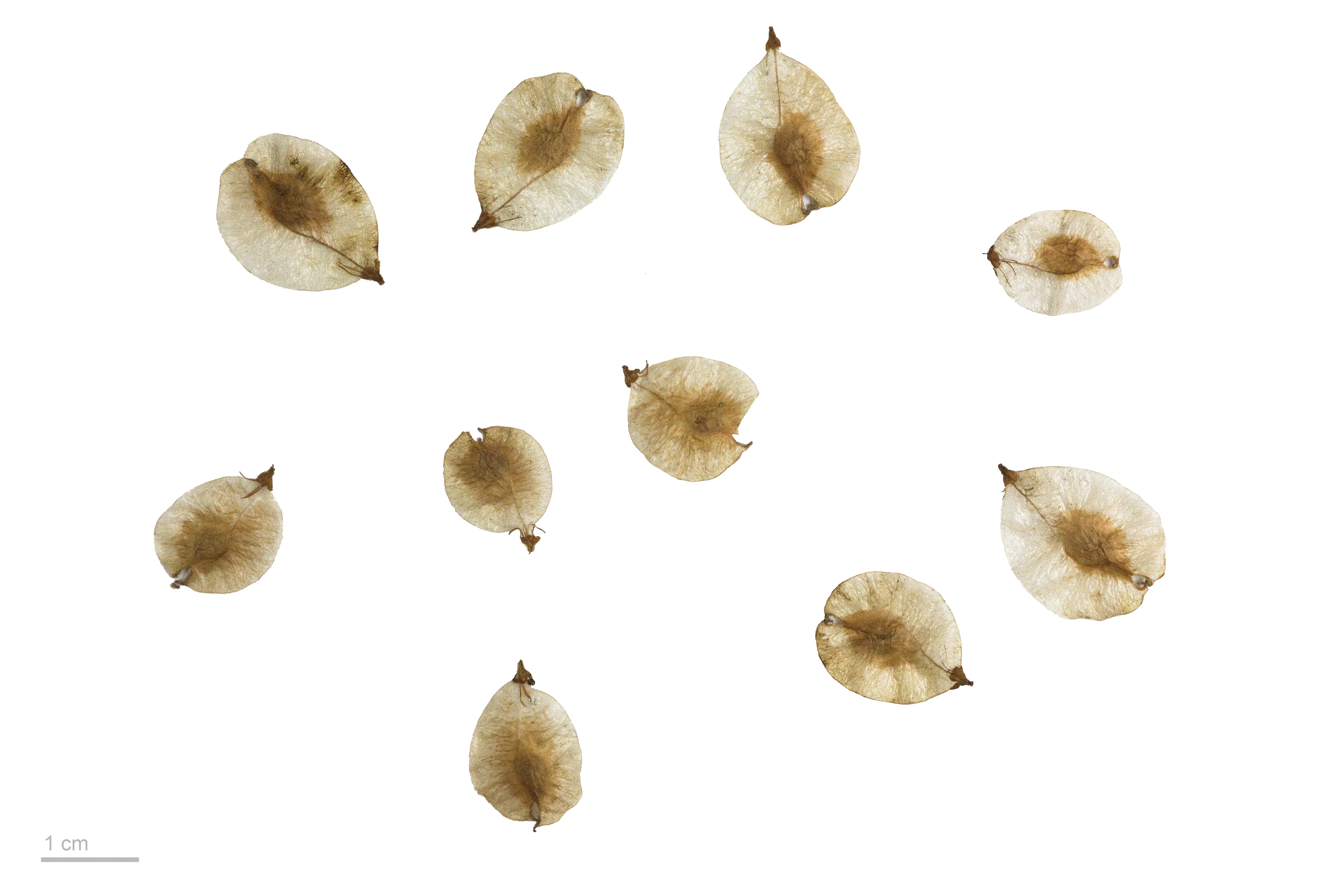
Samare di Ulmus minor

L'olmo campestre (Ulmus minor Mill., 1768) è un albero deciduo appartenente alla famiglia delle Ulmaceae, diffuso in Europa, Africa nord-occidentale e Asia occidentale.
Da alcuni decenni una malattia di origine fungina diffusasi dall'Asia, la grafiosi, sta decimando gli esemplari più vecchi. La ricerca scientifica ha tuttavia permesso di sviluppare una varietà di esemplari che mostrano una resistenza a questa malattia.
L'epiteto "Minor" deriva dalle foglie che misurano 2–9 cm, più piccole rispetto a U. glabra (9–15 cm).

## Descrizione

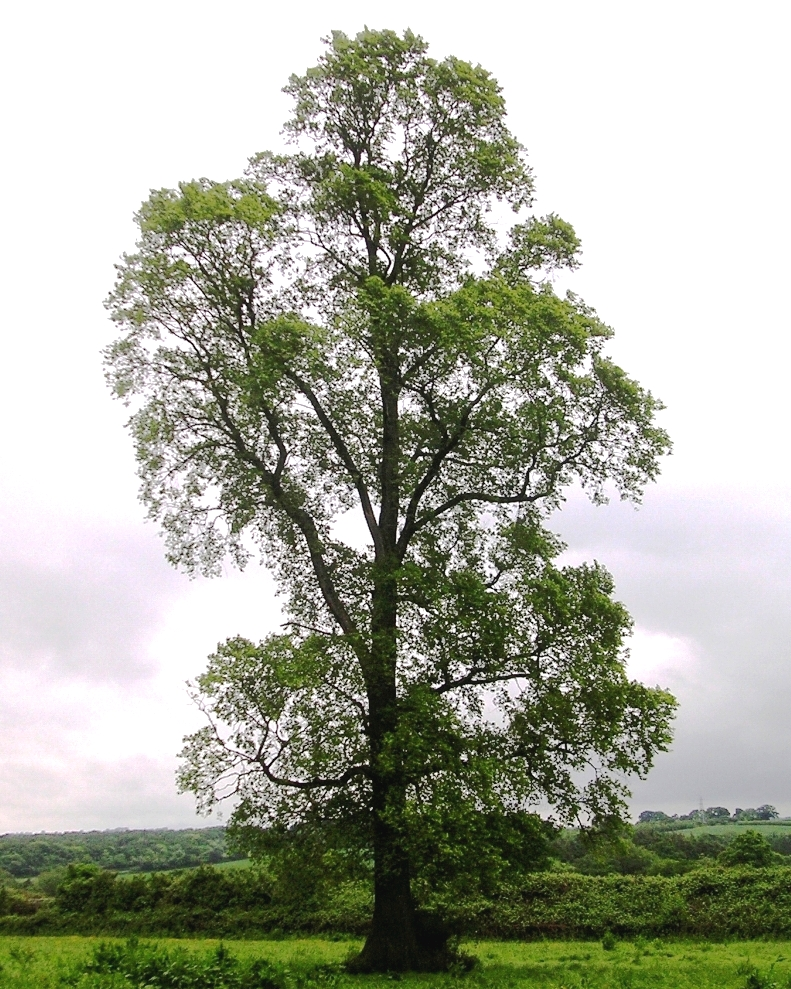
Ulmus minor

### Portamento
È un albero di media grandezza, potendo raggiungere altezze comprese tra i 20 e i 30 metri. I fusti giovani presentano una corteccia liscia e di colore grigio scuro e sono glabri. Con l'età la corteccia tende a desquamare formando dei solchi più o meno profondi in direzione verticale o orizzontale, formando delle placchette quadrangolari. L'albero può raggiungere i 600 anni, è una pianta longeva e vigorosa.

### Foglie
Le foglie sono alternate, di forma ellittica e delle dimensioni di circa 3 centimetri in larghezza e 5 centimetri in lunghezza, è deciduo. Hanno margine dentellato e sono dotate di un breve picciolo. Hanno colore verde, che vira al giallo durante l'autunno, prima della caduta. La pagina inferiore è di colore grigio-verde. La base della lamina fogliare, all'attaccamento col picciolo, presenta una asimmetria vistosa per cui la lamina di uno dei due lati fogliari si attacca più in basso sul picciolo di quella dell'altro lato.

### Fiori e frutti
I fiori sono piccoli, ermafroditi e dotati di petali verdastri. Gli stami sono 5 ed i carpelli 2, formanti un ovario supero.  La fioritura avviene prima dell'emissione delle foglie, nel periodo a cavallo di inverno e primavera compreso tra i mesi di febbraio e marzo. Il frutto è una samara, le samare ellittiche, glabre, con seme portato al centro, brevemente peduncolate sono disperse in maggio.

### Radici
L'apparato radicale è inizialmente fittonante, poi sviluppa molte radici laterali poco profonde.

## Distribuzione e habitat
La specie è diffusa in Europa continentale e Asia Mediterranea; è stato introdotto in America settentrionale.
Il suo habitat naturale è rappresentato da boschi e terreni incolti. Lo si ritrova anche lungo il greto di torrenti e ruscelli. Mostra una buona tolleranza al freddo ed alla siccità.
In Italia vegeta ad altitudini comprese tra 0 e 1.200 metri ed è abbastanza diffuso in boschi misti mesofili planiziali, con Quercus robur, Carpinus betulus, Alnus glutinosa. Predilige i suoli freschi, profondi, fertili ma cresce anche su quelli argillosi.
Colonizza coltivi abbandonati nelle zone di media montagna e collina.

## Usi
Per via della flessibilità e sottigliezza dei suoi ributti, è una pianta spesso utilizzata nell'ambito della cesteria: queste parti dell'albero sono raccolte direttamente dalla pianta durante l'inverno, quando prive di foglie, per poi essere utilizzate per tutte le parti del cesto.

## Tradizione
Secondo Virgilio l'olmo era sacro a Morfeo, dio dei sogni.  I Romani usavano l'olmo come supporto nella coltivazione della vite.